# ساكي فوكودا
ساكي فوكودا (باليابانية: 福田沙紀) هي مغنية وممثلة يابانية، ولدت في 19 سبتمبر 1990 بكوماموتو في اليابان.

## أعمال

### مسلسلات
- ليغل هاي

## وصلات خارجية
- ساكي فوكودا على موقع IMDb (الإنجليزية)
- ساكي فوكودا على موقع ميوزك برينز (الإنجليزية)
- ساكي فوكودا على موقع قاعدة بيانات الفيلم (الإنجليزية)
- ساكي فوكودا على موقع ANN person (الإنجليزية)